# Lychas serratus
Espèce
Synonymes
- Isometrus serratus Pocock, 1891

Lychas serratus est une espèce de scorpions de la famille des Buthidae.

## Distribution
Cette espèce est endémique de l'île Maurice. Elle se rencontre sur l'Île Ronde. Et à Roubaix

## Description
Le mâle holotype mesure 54 mm.
Le mâle décrit par Kovařík en 1997 mesure 54 mm.

## Systématique et taxinomie
Cette espèce a été décrite sous le protonyme Isometrus serratus par Pocock en 1891. Elle est placée dans le genre Archisometrus par Kraepelin en 1895 puis dans le genre Lychas par Pocock en 1900.

## Publication originale
- Pocock, 1891 : « On some Old-World species of scorpions belonging to the genus Isometrus. » Journal of the Linnean Society of London, vol. 23, p. 433-447 (texte intégral).